# Bonifatius I van Monferrato
Bonifatius I van Monferrato ook bekend als Bonifatius I van Montferrat (circa 1150 - 4 september 1207) was van 1192 tot 1207 markies van Monferrato, van 1201 tot 1204 de leider van de Vierde Kruistocht en van 1205 tot 1207 koning van Thessaloniki. Hij behoorde tot het huis der Aleramiden.

## Levensloop
Hij was de derde zoon van markies Willem V van Monferrato en Judith van Oostenrijk, een dochter van markgraaf Leopold III van Oostenrijk. Zijn oudere broers waren Willem, graaf van Jaffa en Ascalon, en Koenraad, markies van Monferrato en koning van Jeruzalem.
Rond het jaar 1170 huwde Bonifatius met Helena del Bosco en ze kregen volgende kinderen:
- Willem VI (1173-1226), markies van Monferrato
- Beatrix, huwde met markies Enrico del Carretto van Savona
- Agnes (-1207), huwde met Hendrik van Vlaanderen, Latijns keizer

In 1183 werd zijn neef Boudewijn V tot medekoning van Jeruzalem gekroond, waarna Bonifatius' vader Willem V naar Jeruzalem trok om zijn kleinzoon te steunen. Bonifatius en zijn oudere broer Koenraad bleven achter om Monferrato te besturen. In 1187 vertrok echter ook Koenraad naar het oosten, nadat keizer Isaäk II Angelos van het Byzantijnse Rijk zijn zus Theodora aan hem had uitgehuwelijkt. Kort daarvoor huwde Bonifatius na de dood van zijn eerste vrouw waarschijnlijk met Jeanne van Châtillon, dochter van Reinoud van Châtillon, een huwelijk dat echter kinderloos bleef. Van 1189 tot 1191 was hij ook lid van de regentenraad die in naam van de minderjarige graaf Thomas I van Savoye regeerde. 
Nadat zijn vader in 1191 en zijn broer Koenraad, kort daarvoor verkozen tot koning van Jeruzalem, in 1192 stierven, werd Bonifatius markies van Monferrato. In juni 1194 werd hij door keizer Hendrik VI van het Heilig Roomse Rijk benoemd tot een van de leiders van zijn militaire expeditie naar Sicilië. De campagne was zeer succesvol, waarna Hendrik VI zich in Palermo tot koning van Sicilië liet kronen.
In 1201 overleed de oorspronkelijke leider van de Vierde Kruistocht, graaf Theobald III van Champagne. Door zijn militaire ervaring en omdat zijn familie erg bekend was in het oosten, werd Bonifatius benoemd tot leider van de Vierde Kruistocht, wat een ideale manier voor hem zou zijn om het prestige van zijn familie te vergroten.
Zijn neef Filips van Zwaben was gehuwd met Irena Angela, een dochter van keizer Isaäk II Angelos van het Byzantijnse Rijk, die in 1195 door zijn broer Alexios III Angelos was afgezet en gevangen was gezet. In de winter van 1201 bracht Bonifatius Kerstmis door met Filips in Hagenau, waar hij ook Alexios IV Angelos ontmoette. Alexios IV was namelijk uit gevangenschap ontsnapt en had zijn toevlucht gezocht bij Filips van Zwaben. De drie bespraken de mogelijkheid om een kruisvaarderleger te gebruiken om Alexios IV en zijn vader terug op de Byzantijnse troon te plaatsen. Daarna trokken zowel Bonifatius als Alexios IV apart naar Rome, waar ze paus Innocentius III zijn toestemming vroegen om een kruistocht naar Constantinopel te organiseren. De paus stemde toe, op voorwaarde dat ze geen enkele christen aanvielen, ook geen Grieks-Orthodoxe zoals in Byzantium. 
Het kruisvaarderleger kreeg de vloot van de republiek Venetië ter beschikking om naar Caïro te zeilen. Voor ze dit mochten doen, moesten de kruisvaarders eerst de rebelse steden Triëst, Moglia en Zadar aanvallen, veroveren en daarna overhandigen aan Venetië. De paus was boos dat de kruisvaarders christelijke steden aanvielen, maar op dat moment was niet Bonifatius, maar wel doge Enrico Dandolo van Venetië de ware leider van de kruisvaarders. Om de paus en de doge van Venetië tevreden te stellen, deed Alexios IV Angelos enkele beloftes. Venetië stelde hij tevreden door te beloven om 20.000 zilvermarken te betalen voor de oorlogskosten en de paus stelde hij tevreden door te beloven om de orthodoxe en de katholieke kerk opnieuw te herenigen. Daarna zeilde de vloot naar Constantinopel en kon in 1203 zonder veel problemen de stad binnenvallen. 
Alexios III sloeg daarop op de vlucht, waarna Alexios IV en zijn vader gerestaureerd werden als keizers van Byzantium. Alexios IV moest echter al snel vaststellen dat hij zijn gedane beloftes niet kon inlossen. In zijn pogingen om aan de beloftes te voldoen, kreeg hij al snel tegenstand in Constantinopel. Een van zijn hovelingen, Alexios Doukas, zette Alexios IV daarop af. Alexios Doukas, die de naam Alexios V aannam, liet hem kort daarna vermoorden, terwijl Isaäk II Angelos vlak daarop in de gevangenis een natuurlijke dood stierf. Alexios V weigerde echter om de beloftes tegenover de kruisvaarders in te lossen, waardoor Bonifatius besloot om Constantinopel aan te vallen. Na een korte belegering slaagden ze in april 1204 erin om de stad in te nemen, waarna Alexios V op de vlucht sloeg.
De kruisvaarders richtten daarop het Latijnse Keizerrijk op. Zowel de burgers van Byzantium als de meeste westerse kruisvaarders verkozen Bonifatius als keizer, maar de Venetiërs vonden dat hij al te veel connecties had in het keizerrijk en verkozen Boudewijn IX van Vlaanderen als keizer. Uiteindelijk werd begin 1205 beslist om Boudewijn keizer van het Latijnse Keizerrijk te laten worden, terwijl Bonifatius het nieuw opgerichte koninkrijk Thessaloniki kreeg. 
Kort daarop huwde Bonifatius met Margaretha van Hongarije, weduwe van keizer Isaäk II Angelos. Ze kregen een zoon:
- Demetrius (circa 1205-1230), koning van Thessaloniki

In 1207 werd Thessaloniki aangevallen door het Tweede Bulgaarse Rijk. Tijdens de strijd werd Bonifatius in een hinderlaag gelokt, gevangengenomen en onthoofd. Zijn hoofd werd daarna als oorlogstrofee naar tsaar Kalojan van Bulgarije gestuurd.